# Dennis Taylor
Dennis Taylor (Coalisland, 19 gennaio 1949) è un giocatore di snooker britannico.
Campione del mondo 1985 e ritiratosi dal professionismo nel 2000, svolge l'attività di commentatore televisivo.
Passato al professionismo nel 1972 fece il suo debutto ai campionati del mondo nel 1973, perdendo di misura contro Cliff Thorburn al primo turno. Dopo due semifinali perse nel 1975 and 1977, Taylor raggiunse la sua prima finale nel campionato del 1979, ma perse 24–16 contro il debuttante Terry Griffiths.
Dopo aver raggiunto la semifinale nel campionato mondiale del 1984, perdendo contro Steve Davis, Taylor giocò molto bene all'inizio della stagione 1984–85. In settembre però fu sconovolto dall'improvvisa morte della madre, cosa che causò il suo ritiro dal Jameson International. Il suo ritorno a un importante torneo per il ranking avvenne nel tardo 1984, quando vinse il Rothmans Grand Prix battendo Cliff Thorburn 10–2 in finale.
Raggiunse la sua seconda finale dei campionati mondiali nel 1985 nella quale incontrò Steve Davis, incontrastato protagonista degli anni ottanta, numero uno del ranking e campione del mondo in carica. Questa finale è ricordata come una delle più appassionanti nella storia dello snooker, comunemente nota come the black ball final, in quanto decisa all'ultimo frame giocandosi l'ultima bilia, la nera. Dopo oltre 14 ore di gioco a 17 frame pari, il punteggio era di 62 a 44 a favore di Davis. In un clima di grande tensione, con le sole bilie marrone, blu, rosa e nera sul tavolo a Davis sarebbe stata sufficiente la sola marrone da 4 punti per garantirsi la vittoria mentre Taylor doveva realizzarle tutte. Arrivato a imbucarle fino alla rosa, risalendo al punteggio di 62 a 59 si contesero una difficile ultima bilia nera, sbagliandola tre volte ciascuno finché Taylor non riuscì nell'impresa, seguita fino a tarda notte, in diretta dalla BBC, da oltre 18 milioni di spettatori nel solo Regno Unito.
Nell'autunno dello stesso anno Taylor e Davis si incontrarono di nuovo in finale al Rothmans Gran Prix, ancora una volta in una finale decisa all'ultimo frame, ma questa volta perse 10-9. L'anno successivo al suo ritorno al Crucible Taylor perse 10–6 contro Mike Hallett al match di apertura del torneo. Taylor, noto per il suo senso dell'umorismo, ammise la sconfitta sventolando un fazzoletto bianco messo in cima alla stecca. Taylor vinse il Masters nel 1987 battendo in finale Alex Higgins e con Davis si giocarono anche la finale dell'Irish Masters del 1990, anche questa a favore di Davis per 9-4.
La forma di Taylor calò gradualmente negli anni novanta fino a uscire dalla top 16 del ranking dopo il campionato mondiale del 1994. Si è ritirato dal gioco professionistico nel 2000.
Taylor è anche noto per i curiosi occhiali che usava durante le partite, dalla grande montatura e dall'aspetto di occhiale rovesciato, questo per avere un ottimale traguardo attraverso le lenti quando era chinato sulla stecca per il colpo. Normalmente destro, è stato anche uno dei primi giocatori a sviluppare una buona abilità nel giocare con la mano sinistra.
È commentatore per la BBC nei principali tornei, al fianco di Terry Griffiths e John Virgo. Ha pubblicato la sua autobiografia intitolata Frame by Frame.